# Штреккенбах, Бруно
Бруно Генрих Хуго Штреккенбах (нем. Bruno Heinrich Hugo Streckenbach; 7 февраля 1902, Гамбург, Германская империя — 28 октября 1977, Гамбург, ФРГ) — группенфюрер СС, генерал-лейтенант войск СС и полиции, командир айнзацгруппы 1 в Польше, начальник 1-го управления Главного управления имперской безопасности, командир 8-й кавалерийской дивизии СС «Флориан Гайер» и 19-й добровольческой пехотной дивизии СС.

## Биография
Бруно Штреккенбах родился 7 февраля 1902 года в семье таможенного чиновника Ганса Штреккенбаха и его супруги Минны, в девичестве Шпеннер. Три года посещал народную школу и с 1908 года обучался в академической школе Gelehrtenschule Des Johanneums в Гамбурге. С мая по октябрь 1918 года принимал участие в Первой мировой войне на Западном фронте. После окончания школы в феврале 1919 года вступил в добровольческий корпус «Герман». После роспуска этого корпуса был переведён в гражданский добровольческий корпус Баренфельда. В 1919 году был демобилизован из Рейхсвера. Получил коммерческое образование, работая в одной из импортных фирм в Гамбурге. В это время Штреккенбах всё ещё числился в резервном отделении Барнфельдского добровольского корпуса, в составе которого принимал участие в марте 1920 года в Капповском путче, а 1 октября 1923 года — в Кюстринском путче. После окончания обучения два года работал секретарём в различных фирмах. В 1925 году стал руководителем организации автомобилей ADAC в Гамбурге, с 1928 года был продавцом в фирме Stöver-Werken и впоследствии возглавил бизнес по прокату автомобилей. В 1932 году в связи с экономическим кризисом потерял работу и начал искать новую, став независимым рекламным представителем в автомобильной промышленности. В начале 1933 года устроился на работу в рекламный отдел радиокомпании Norddeutscher Rundfunk и вскоре возглавил недавно созданный отдел радиовещания.
1 октября 1930 года вступил в НСДАП (билет № 489972). В декабре того же года присоединился к Штурмовым отрядам (СА), а 1 сентября 1931 года был зачислен в ряды СС (№ 14713). С декабря 1932 года возглавлял 1-й батальон 28-го штандарта СС. 2 сентября 1933 года получил звание штурмбаннфюрера СС. 20 октября 1933 года по желанию гамбургского гауляйтера Карла Кауфмана возглавил политическую полицию в Гамбурге, после обучения в полицейском управлении Мюнхена. 9 ноября 1933 года ему было присвоено звание оберштурмбаннфюрера СС. 1 февраля 1933 года Генрих Гиммлер назначил Штреккенабаха инспектором полиции безопасности и СД в X-ом военном округе. 20 апреля 1939 года стал бригадефюрером СС. До начала Второй мировой войны оставался в Гамбурге в качестве инспектора полиции безопасности и СД.
После начала Польской кампании Штреккенабах возглавил айнзацгруппу 1, сформированной в августе 1939 года в Вене и следовавшей за 14-й армией генерала-полковника Листа. 6 сентября 1939 года подразделение покинуло Вену и уже на следующий день достигла Кракова. 20 ноября 1939 года айнзацгруппа была расформирована. 1 ноября 1939 года стал руководителем полиции безопасности и СД в польском генерал-губернаторстве. На этой должности был ответственным за так называемые акции умиротворения, в ходе которых 3500 мужчин и несколько сотен женщин польского сопротивления были осуждены и повешены. В конце мая 1940 года Штреккенбах сообщил, что «вынесения приговоров» практически завершены. Кроме того, он также участвовал в «очищении от поляков и евреев» восточных немецких провинций. В рамках программы переселения до 17 декабря 1939 года около 88 000 человек были депортированы из западных польских областей в генерал-губернаторство.
В июне 1940 года был назначен на должность начальника управления I (организация, управление, право) в главном управлении имперской безопасности (РСХА). После реорганизации РСХА в соответствии с распределением дел в марте 1941 года управление Штреккенбаха стало заниматься исключительно кадровыми вопросами. Штреккенбах, как начальник управления, лично выполнял обязанности руководителя управленческой группы ID (уголовные дела) и отвечал за подбор личного состава айнзацгрупп полиции безопасности и СД, созданных для будущей войны с Советским Союзом. 11 июля 1942 года Генрих Гиммлер назначил Штреккенбаха заместителем председателя суда РСХА. Штреккенбах, таким образом, имел верховную власть по всем дисциплинарным и уголовным делам для сотрудников РСХА.
По собственному желанию в конце 1942 года был переведён в войска СС. 15 января 1943 прошёл подготовку в запасном противотанковом дивизионе в голландском городе Хилверсюме. 11 марта 1943 года был повышен до звани штурмбаннфюрера СС запаса, а 15 марта возглавил противотанковый дивизион 8-й кавалерийской дивизии СС «Флориан Гайер». После участия в учебных курсах в школе танковых войск в Вюнсдорфе под Берлином 10 января 1944 года был назначен командиром дивизии СС «Флориан Гайер». 30 января 1944 года дослужился до звания оберфюрера СС, а 1 апреля того же года возглавил 19-ю добровольческую пехотную дивизию СС (2-ю латышскую). 1 июля 1944 года ему было присвоено звание группенфюрера СС и генерал-лейтенанта войск СС. 10 мая 1945 года в Курляндии был захвачен в плен Красной армией.

### После войны
18 февраля 1952 года военный трибунал в Москве приговорил Штреккенбаха к 25 годам заключения в исправительно-трудовых лагерях. Наказание отбывал во Владимирской тюрьме. 10 октября 1955 года был освобождён и отправлен в ФРГ. Штрекеенбах проживал в Гамбурге и работал торговым представителем и прокуристом на машинной фабрике Ottensener Eisenwerk. 30 июня 1969 года вышел на пенсию.
Предварительное расследование, проведённое против него гамбургской прокуратурой, было прекращено в сентябре 1956 года. В конце июня 1973 года ему было предъявлено обвинение в многочисленных военных преступлениях, но судебное преследование в 1974 году было приостановлено на основании плохого состояния здоровья обвиняемого.